# 24 octobre 1944
Le mardi 24 octobre 1944 est le 298e jour de l'année 1944.

## Naissances
- Étienne O'Leary (mort le 17 octobre 2011), cinéaste expérimental, compositeur et peintre québécois

## Décès
- Alfred Henzel (né le 15 février 1877), médecin français
- Anatoli Steiger (né le 20 juillet 1907), Poète russe
- Antonin Gosset (né le 20 janvier 1872), chirurgien français
- Karl Heinz Engelhorn (né le 6 septembre 1905), officier allemand
- Karl Freiherr von Thüngen (né le 26 juin 1893), officier allemand
- Louis Renault (né le 12 février 1877), fondateur de Renault (1877-1944)
- Maurice Binder (né le 21 mars 1857), personnalité politique française
- Shōji Nishimura (né le 30 novembre 1889), vice-amiral japonais
- Werner Seelenbinder (né le 2 août 1904), champion de lutte allemand